# L'Homme à la valise
L'Homme à la valise (Man in a Suitcase) est une série télévisée britannique en 30 épisodes de 50 minutes, créée par Richard Harris et Dennis Spooner et diffusée entre le 27 septembre 1967 et le 17 avril 1968 sur le réseau ITV.
En France, la série a été diffusée à partir du 6 mars 1970 sur la première chaîne de l'ORTF puis RTL9.

## Synopsis
Agent de la CIA en poste à Londres, McGill, accusé à tort d'avoir trahi son pays, est contraint de démissionner des services secrets. Voulant à tout prix être réhabilité, il devient détective privé et accepte de résoudre toutes les affaires qu'on lui propose pour la somme de 500 dollars par jour plus les frais (
3834 dollars actuels). Se déplaçant un peu partout en Europe, il n'a qu'un seul bagage : une valise contenant quelques vêtements et son arme.

## Distribution
- Richard Bradford (VF : Michel Gatineau) : McGill

## Épisodes
1. Le Fantôme (Man from the Dead)
2. L'Enlèvement (All That Glitters)
3. Suzanne (Sweet Sue)
4. Le Pont (The Bridge)
5. Cherchez la femme (Find the Lady)
6. Lavage de cerveau (Brainwash)
7. La Vénus disparue (The Girl Who Never Was)
8. Un million de dollars, première partie (Variation on a Million Bucks - Part 1)
9. Un million de dollars, deuxième partie (Variation on a Million Bucks - Part 2)
10. Le Jour de l'exécution (Day of Execution)
11. Quatre contre un (Web With Four Spiders)
12. L'Aveugle (Blind Spot)
13. Les Quatre de Boston (The Boston Square)
14. Le Faux-fuyant (Jigsaw Man)
15. Le Pigeon (The Sitting Pigeon)
16. Trente ans après (The Man Who Stood Still)
17. Qui perd gagne (Somebody Loses Somebody... Wins?)
18. Les Souliers du mort (Dead Man's Shoes)
19. Le Secret (The Whisper)
20. Des apprentis terreurs (Essay in Evil)
21. Pourquoi tuer Nolan ? (Why They Killed Nolan)
22. La Preuve (Burden of Proof)
23. Qui devient fou ? (Who's Mad Now?)
24. Vente aux enchères (Property of a Gentleman)
25. Un inconnu (No Friend of Mine)
26. Quelle direction, McGill ? (Which Way Did He Go, McGill?)
27. Les Révolutionnaires (The Revolutionaries)
28. Trois clins d'œil (Three Blinks of the Eyes)
29. Le Château dans les nuages (Castle in the Clouds)
30. L'Avion pour Andorre (Night Flight to Andorra)

## DVD (France)
Le coffret 1 contient les 15 premiers épisodes sur 4 DVD et a été édité par LCJ Editions le 22 mars 2014. L'audio est en français et anglais 2.0 mono. Pas de sous-titres français présents. L'image est remastérisée au format d'origine (Plein écran). Aucun bonus n'est disponible.
Le coffret 2 contient les 15 derniers épisodes toujours sur 4 DVD par le même éditeur et disponible depuis le 3 juin 2015. Les caractéristiques techniques sont identiques au premier coffret.